# (9588) Quesnay
(9588) Quesnay ist ein Asteroid des Hauptgürtels, der am 18. November 1990 vom belgischen Astronomen Eric Walter Elst am La-Silla-Observatorium (IAU-Code 809) der Europäischen Südsternwarte in Chile entdeckt wurde.
Der Asteroid wurde am 18. März 2003 nach dem französischen Arzt und Ökonomen François Quesnay (1694–1774) benannt, der als Begründer der physiokratischen Schule der Ökonomie gilt.